# Tim Leiper
Timothy Joseph Leiper (Whittier, 19 luglio 1966) è un allenatore di baseball statunitense, attuale third base coach dei San Diego Padres (MLB)..
Dopo una carriera più che decennale nelle minors di diverse squadre (Detroit Tigers, Pittsburgh Pirates, New York Mets e Kansas City Royals) tra il 1985 e il 1996, ha successivamente intrapreso la carriera di coach. Prima di arrivare ai Padres, Leiper è stato first base coach dei Toronto Blue Jays tra il 2014 e il 2018.